# Moelwyn Mawr
Moelwyn Mawr är ett berg i Storbritannien.   Det ligger i kommunen Gwynedd och riksdelen Wales, i den södra delen av landet, 300 km nordväst om huvudstaden London. Toppen på Moelwyn Mawr är 770 meter över havet.
Terrängen runt Moelwyn Mawr är huvudsakligen kuperad.Runt Moelwyn Mawr är det ganska glesbefolkat, med 45 invånare per kvadratkilometer. Närmaste större samhälle är Blaenau-Ffestiniog, 4,4 km öster om Moelwyn Mawr. Trakten runt Moelwyn Mawr består i huvudsak av gräsmarker.